# Rena Owen

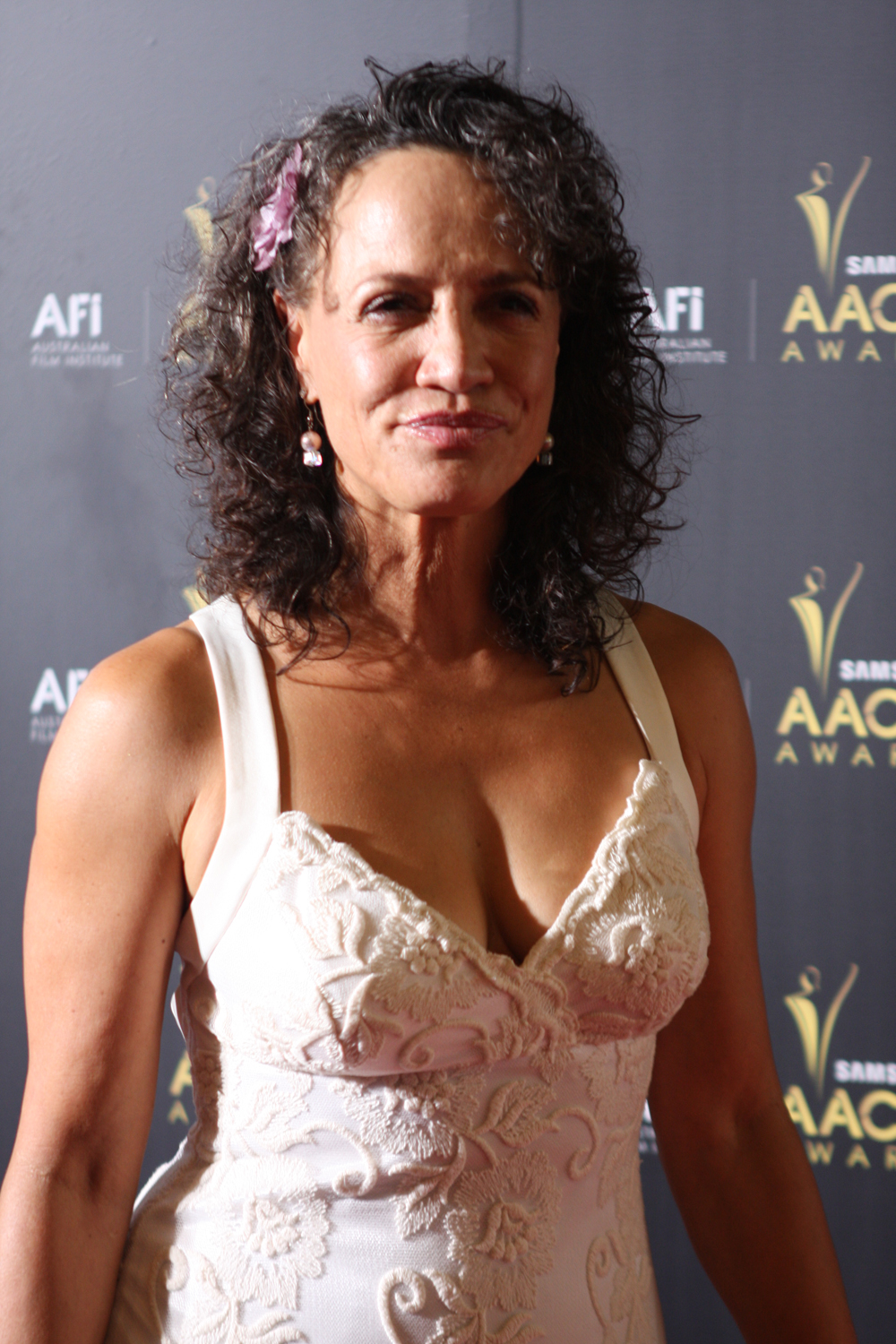
Rena Owen (2012)

Maria Makarena Owen (* 22. Juli 1962 in Moerewa, Bay of Islands), besser bekannt als Rena Owen, ist eine neuseeländische Film-, Fernseh- und Theaterschauspielerin.

## Leben
Rena Owen wuchs in Moerewa, einer Kleinstadt in der Bay of Islands auf. Sie hat acht Geschwister, ihr Vater  war Māori, ihre Mutter europäischer Abstammung. Während ihrer Zeit an der High School nahm sie an Kapa-Haka-Gruppen teil und trat in Schulmusicals auf. Sie wurde Krankenschwester und arbeitete vier Jahre in diesem Beruf, bevor sie nach Großbritannien umzog.
Sie ist am bekanntesten für ihre Hauptrolle als Beth in dem 1994 veröffentlichten Film Die letzte Kriegerin von Lee Tamahori. Für diese Rolle erhielt Owen mehrere Preise, so den Preis als beste Darstellerin beim Montreal World Film Festival und beim San Diego International Film Festival. Der Film stellte in Neuseeland einen neuen Rekord bei den Kasseneinnahmen auf. Owen spielte die Rolle auch in der Fortsetzung des Films What Becomes of the Broken Hearted? von 1999.
Owen arbeitete mit dem australischen Regisseur Rolf de Heer, in dem Film Dance Me to My Song von 1998 zusammen, in dem sie die Rolle der Rix spielte. Für diese Rolle erhielt sie den Preis als beste Nebendarstellerin bei den AFI Awards.
Owen ist mit dem Schauspieler Faleolo Alailima verheiratet.
Im Jahr 2022 wurde sie in die Academy of Motion Picture Arts and Sciences (AMPAS) berufen, die alljährlich die Oscars vergibt.

## Filmografie (Auswahl)
- 1994: Hinekaro Goes on a Picnic and Blows Up Another Obelisk
- 1994: Die letzte Kriegerin (Once were Warriors)
- 1994: Rapa Nui – Rebellion im Paradies (Rapa Nui)
- 1995: Savage Play
- 1996–1998: Medivac (Fernsehserie)
- 1998: Dance Me to My Song
- 1998: When Love Comes
- 1999: I’ll Make You Happy
- 1999: What Becomes of the Broken Hearted?
- 2000: Her Iliad
- 2000: Mary Kay Letourneau – Eine verbotene Liebe (All-American Girl: The Mary Kay Letourneau Story)
- 2001: A.I. – Künstliche Intelligenz (A.I. Artificial Intelligence)
- 2001: Soul Assassin
- 2002: A Thousand Guns
- 2002: Star Wars: Episode II – Angriff der Klonkrieger (Star Wars: Episode II – Attack of the Clones)
- 2002: sIDney
- 2002: Angel – Jäger der Finsternis (Fernsehserie, Folge Ground State)
- 2003: Nemesis Game
- 2004: Pear ta ma ’on maf
- 2005: The Horrible Flowers
- 2005: The Crow – Wicked Prayer (The Crow: Wicked Prayer)
- 2005: Star Wars: Episode III – Die Rache der Sith (Star Wars: Episode III – Revenge of the Sith)
- 2005: Mee-Shee: The Water Giant
- 2005: Freezerburn
- 2006: Leela
- 2006: Pledge of Allegiance
- 2006: The Iron Man
- 2008: Ocean of Pearls
- 2008: Rain of the Children
- 2008: Amusement
- 2008: Karma Kula Mystic Warrior
- 2009: Prison Break (Fernsehserie, Folge The Final Break)
- 2009, 2011: East West 101 (Fernsehserie, 2 Folgen)
- 2011: Alyce – Außer Kontrolle (Alyce)
- 2012: The Straits (Fernsehserie, 10 Folgen)
- 2014: The Dead Lands
- 2015: The Last Witch Hunter
- 2017–2022: The Orville (Fernsehserie, 4 Folgen)
- 2018–2020: Mysterious Mermaids (Siren, Fernsehserie, 35 Folgen)
- 2021: Star Wars: The Bad Batch (Fernsehserie, Folge 1x09, Stimme)
- 2022: Whina
- 2023: Maya – Jeder Mensch hat EINEN Preis (Maya)
- 2024: A Mistake

## Theater
- Hauptrolle als Pohutukawabaum, Auckland Theatre Company, 2009[8]